# Luohu
För andra betydelser, se Luohu (olika betydelser).
Luohu är ett stadsdistrikt i den centrala delen av staden Shenzhen i provinsen Guangdong i sydöstra Kina. Befolkningen uppgick till 1 143 801 vid folkräkningen 2020. Distriktet avgränsas i söder av Sham Chun River, och på andra sidan ligger Hongkong. 

## Administrativ indelning
Luohu är indelat i tio stadsdelsdistrikt (jiedao).
- Cuizhu (翠竹街道)
- Donghu (东湖街道)
- Dongmen (东门街道)
- Dongxiao (东晓街道)
- Guiyuan (桂园街道)
- Huangbei (黄贝街道)
- Liantang (莲塘街道)
- Nanhu (南湖街道)
- Qingshuihe (清水河街道)
- Sungang (笋岗街道)